# Семеро синів моїх
«Семеро синів моїх» (азерб. Yeddi oğul istərəm) — радянський художній фільм, знятий режисером Тофіком Тагізаде у 1970 році на кіностудії «Азербайджанфільм» за мотивами «Комсомольської поеми»  Самеда Вургуна. У фільмі розповідається про боротьбу перших комсомольців за встановлення радянської влади в Азербайджані у 1920 році з людьми Герай-бека, про трагічну історію кохання комсомольця Джалала і дочки Герай-бека Умай.

## Сюжет
Азербайджан. 1920 рік. Сімох комсомольців на чолі з Бахтіяровим (грає Гасан Мамедов) ревком направляє в віддалене село Пейканли, яке належить беку-землевласнику Гераю (Гасан Тураба), який відмовляється підкорятися нової Радянській владі і веде опір. На тлі боротьби між комсомольцями і людьми бека розповідається історія трагічного кохання поета-комсомольця Джалала (Енвер Гасанов) до Умай (Земфіра Ісмаїлова) — дочки Герай-бека. Умай відповідає Джалалу взаємністю. Однак вона не в силах протистояти волі батька. Джалал постає перед Гераєм лицем до лиця і не приховуючи від нього, що вони продовжують залишатися ворогами, зізнається, що любить Умай. Але Герай-бек власноруч вбиває Джалала. Вражена звісткою про смерть коханого, Умай вмирає. В результаті боротьби гинуть і інші п'ятеро комсомольців, а сьомий, Бахтіяр, їде на нове завдання разом з шістьма молодими жителями звільненого Пейканли, які вирішили продовжити справу загиблих комсомольців.

## У ролях
| Актор             | Роль       | Ролі російською дублювали |
| ----------------- | ---------- | ------------------------- |
| Гасан Мамедов     | Бахтіяр    | Володимир Гусєв           |
| Енвер Гасанов     | Джалал     | Валерій Рижаков           |
| Ельчин Мамедов    | Мірпаша    | Юрій Саранцев             |
| Абдул Махмудов    | Касум      | Олександр Бєлявський      |
| Шахмар Алекперов  | Газанфар   | Володимир Ферапонтов      |
| Рафік Азімов      | Шахсуваров | О. Сафронов               |
| Алескер Ібрагімов | Залимоглу  | Рудольф Панков            |
| Гасан Турабов     | Герай-бек  | М. Глузський              |
| Гамлет Ханизаде   | Гізір      | Валерій Прохоров          |
| Ісмаїл Османли    | Калантар   | О. Тарасов                |
| Земфіра Ісмаїлова | Умай       | Г. Булкіна                |
| Фархад Ісрафілов  | Гаганов    | Андрій Войновський        |
| Омір Нагієв       | епізод     |                           |

## Знімальна група
- Режисер — Тофік Тагі-Заде
- Сценарист — Юсіф Самедоглу
- Оператор — Расім Ісмайлов
- Композитор — Хайям Мірзазаде
- Художник — Надір Зейналов